# Nephrodium brunneum
Nephrodium brunneum là một loài dương xỉ trong họ Dryopteridaceae. Loài này được Hand.-Mazz. mô tả khoa học đầu tiên năm 1929.
Danh pháp khoa học của loài này chưa được làm sáng tỏ. 